# Lăpușnicu Mare

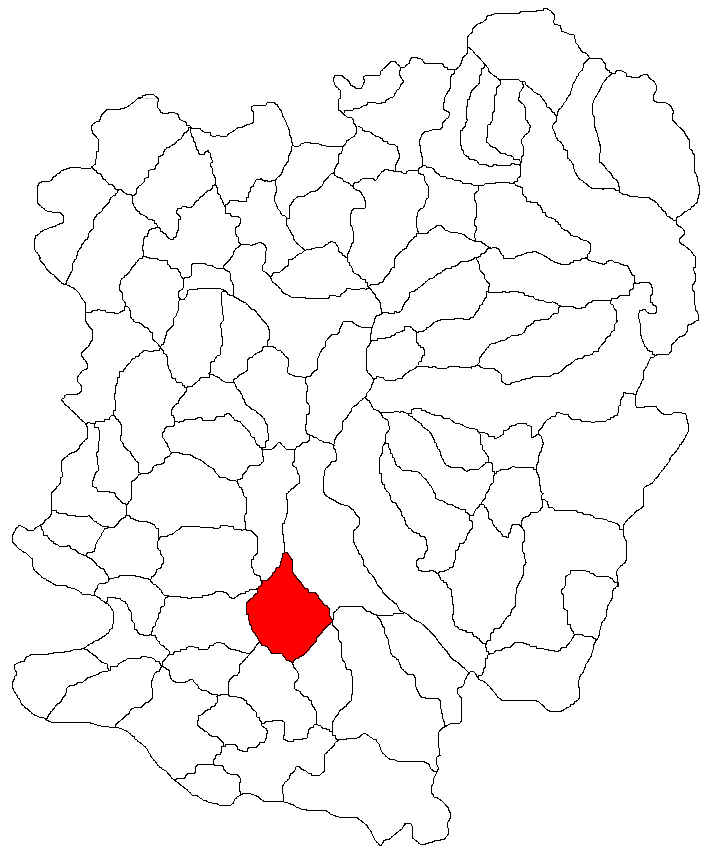
Lage der Gemeinde Lăpușnicu Mare im Kreis Caraș-Severin

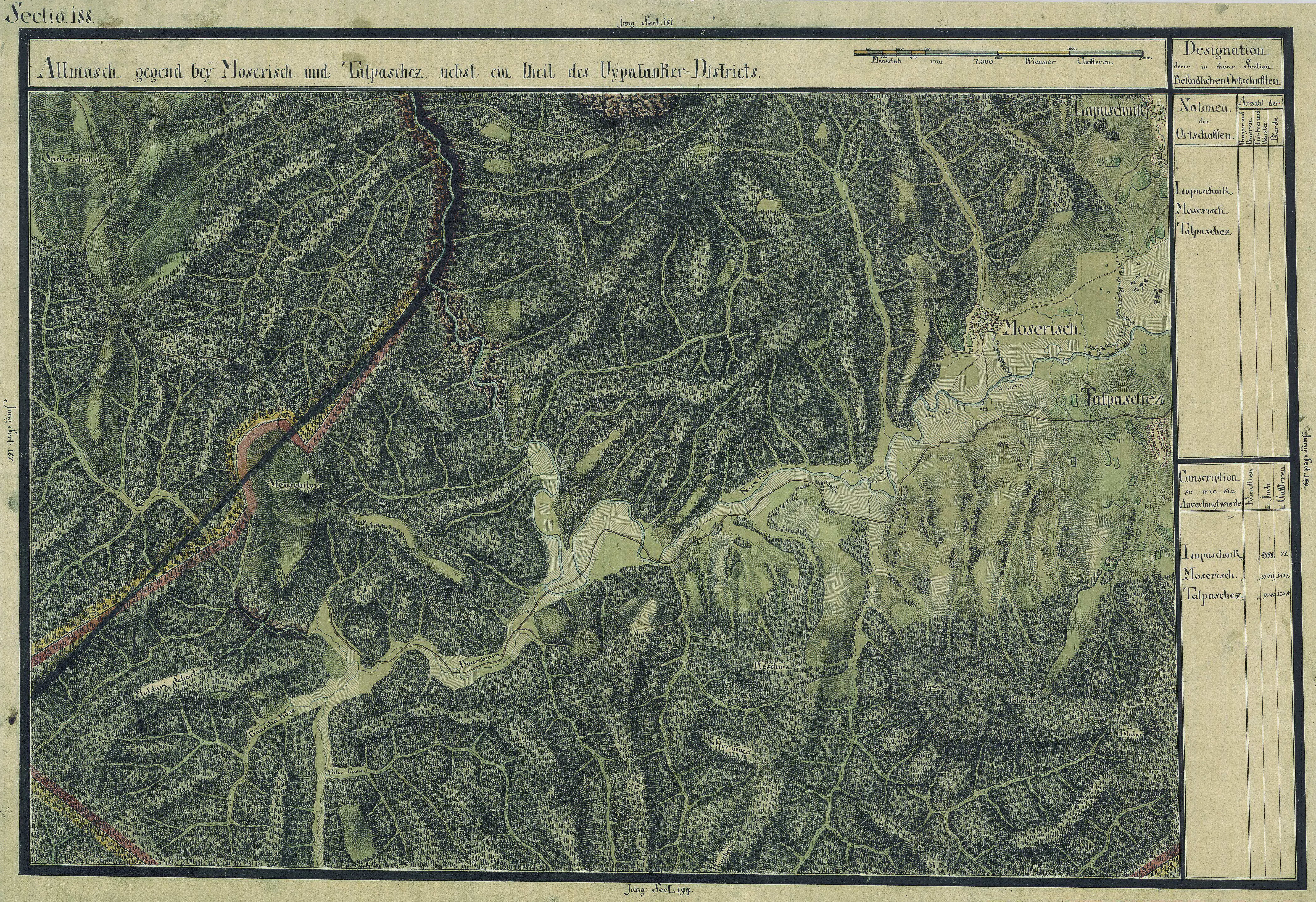
Lapuschnik auf der josephinischen Landaufnahme

Lăpușnicu Mare (deutsch Lapuschnik, ungarisch Nagylaposnok) ist eine Gemeinde im Kreis Caraș-Severin in der Region Banat in Rumänien. Zur Gemeinde Lăpușnicu Mare gehört auch das Dorf Moceriș.

## Geografische Lage
Lăpușnicu Mare liegt im Almăj-Tal, im Süden des Kreises Caraș-Severin, am rechten Nera-Ufer. Das Dorf wird vom Lăpușnic-Bach durchquert, der die Ortschaft in zwei gleiche Teile teilt.

## Nachbarorte
| Nationalpark Cheile Nerei-Beușnița | Poneasca                                    | Bozovici      |
| Nationalpark Cheile Nerei-Beușnița | Kompassrose, die auf Nachbargemeinden zeigt | Eftimie Murgu |
| Moceriș                            | Dalboșeț                                    | Gârbovăț      |

## Geschichte
Im Laufe der Zeit hatte der Name der Ortschaft verschiedene Schreibweisen: 1540 Lapusnik, 1808 Lapusnik, Lapuschnik, 1913 Nagylaposnok, 1919 Lăpușnic
Auf der Josephinischen Landaufnahme von 1717 ist der Ort Lapuschnik mit 30 Häuser eingetragen. Lapuschnik war Teil der Banater Militärgrenze und gehörte anfangs zur Kompanie Bozovici und danach zur 1. Kompanie Dalboșeț.
Der Vertrag von Trianon am 4. Juni 1920 hatte die Dreiteilung des Banats zur Folge, wodurch Lăpușnicu Mare an das Königreich Rumänien fiel.

## Bevölkerungsentwicklung
| 1880 | 3.055 | 3.055 | - | - | -             |
| 1910 | 3.576 | 3.513 | - | 5 | 58            |
| 1930 | 3.337 | 3.318 | 1 | 7 | 11            |
| 1977 | 2.574 | 2.550 | 1 | 2 | 21            |
| 2002 | 1.986 | 1.928 | 4 | 2 | 52            |
| 2021 | 1.427 | 1.292 | 2 | 2 | 131 (17 Roma) |